# Onciale 073
L'Onciale 073 (numerazione Gregory-Aland; "ε 7" nella numerazione Soden), è un codice manoscritto onciale del Nuovo Testamento, in lingua greca, datato paleograficamente al VI secolo.
Si tratta di un palinsesto.

## Descrizione
Il codice è composto da uno spesso foglio di pergamena di 280 per 230 mm, contenenti brani del Vangelo secondo Matteo (2,23-3,5). Il testo è scritto in due colonne per pagina e 34 linee per colonna.
Un altro foglio del codice è designato dalla sigla 084 (Matteo 14,19-27; 15,2-8).

### Critica testuale
Il testo del codice è rappresentativo del tipo testuale alessandrino. Kurt Aland lo ha collocato nella Categoria II.

## Storia
Il codice è conservato alla Monastero di Santa Caterina (Harris 7) a Sinai.
Codex 084 è conservato alla Biblioteca nazionale russa (Gr. 277) a San Pietroburgo.